# João Pinto Ribeiro (político)
João Pinto Ribeiro (Belo Vale, 24 de novembro de 1945) é um advogado, professor, empresário e político brasileiro do estado de Minas Gerais.

## Carreira

### Empresário
Trabalhou na lavoura até os 15 anos de idade, quando se mudou para Belo Horizonte, em busca de uma vida melhor. Então analfabeto, começou a vida na capital como vendedor ambulante. Depois, tornou-se camelô no centro da cidade.
Quando conseguiu um emprego de trocador, João já buscava ser motorista de ônibus. Para conseguir a carteira de habilitação, teve que aprender a ler e contou com a ajuda da irmã para se alfabetizar. Ao tirar carteira, descobriu que precisaria ter pelo menos dois anos de experiência para dirigir ônibus. Acabou se tornando motorista de táxi.
Paralelamente, começou a ensinar outras pessoas que não sabiam ler e escrever. Percebeu a oportunidade e fundou seu o primeiro negócio em 1969: o Supletivo Visão. A escola começou com 11 alunos e chegou a ultrapassar quatro mil estudantes matriculados.
Outro empreendimento de sucesso do empresário surgiu depois que ele comprou um sítio para a família, na cidade de Caeté, Minas Gerais. Em 1986 João vislumbrou a possibilidade de negócios e começou a alugar o espaço, fazer mais quartos, e o local tornou-se um pequeno hotel. O hotel cresceu até se tornar hoje o Tauá Resort Caeté, um dos maiores hotéis de Minas Gerais e o primeiro da Rede de Hotéis Tauá, com unidades em Caeté e Araxá, em Minas Gerais, e Atibaia, em São Paulo.

### Político
João Pinto Ribeiro foi vereador em Belo Horizonte.
Foi eleito deputado estadual de Minas Gerais pelo PTB, atuando em cinco legislaturas, da 8ª à 11ª legislatura (1975 - 1991) e na 14ª legislatura (1999 - 2003)
, tendo sido Vice-Presidente da Assembleia Legislativa de 1985 a 1986.
Exerceu também os seguintes cargos no Poder Executivo:
- Secretário de Estado Esportes, Lazer e Turismo (1991/94);

- Secretário de Estado da Criança e do Adolescente (1995);
- Secretário de Esportes (1986/98).

## Livros publicados
- João do Poste: Sucesso à Brasileira, 1993, independente[9].
- Quem Quer Vencer Pega e Faz, 1995, Editora O Lutador[10].
- O Sucesso na Empresa Familiar - Tem Sabor de Felicidade, 2012, Editora 3i[11].